# Remember? (film, 1939)
Pour les articles homonymes, voir Remember.
Pour plus de détails, voir Fiche technique et Distribution.
Remember ? est un film américain réalisé par Norman Z. McLeod, sorti en 1939.

## Synopsis
Un homme délaissé donne à son meilleur ami divorcé et à son ex-femme - à qui il était auparavant fiancé - une potion qui leur permet de s'oublier mutuellement.
Vont-ils retomber amoureux ?

## Fiche technique
- Titre original : Remember?
- Réalisation : Norman Z. McLeod
- Scénario et histoire : Corey Ford, Norman Z. McLeod
- Production : Milton H. Bren (en)
- Société de production : MGM
- Photographie : George J. Folsey et Ray June
- Montage : Harold F. Kress
- Musique : Edward Ward
- Direction artistique : Cedric Gibbons
- Décorateur de plateau : Edwin B. Willis
- Pays de production : États-Unis
- Format : Noir et blanc - Son : Mono (Western Electric Sound System)
- Genre : Comédie dramatique
- Durée : 83 minutes
- Dates de sortie : 
  - États-Unis : 14 décembre 1939 (New York)
  - États-Unis : 19 décembre 1939 (sortie nationale).

## Distribution
- Robert Taylor : Jeffrey 'Jeff' Holland
- Greer Garson : Linda Bronson Holland
- Lew Ayres : Schuyler 'Sky' Ames
- Billie Burke : Mme Louise Bronson
- Reginald Owen : M. George Bronson
- George Barbier : M. McIntyre
- Henry Travers : Juge Milliken
- Richard Carle : M. Piper
- Laura Hope Crews : Mme Letty Carruthers
- Sara Haden : Niss Wilson
- Sig Ruman : Dr Schmidt
- Armand Kaliz : Marcel, maître d'hôtel
- Halliwell Hobbes : William
- Paul Hurst : Policier à moto